# Gobierno provisional albanés
El Gobierno provisional albanés (en albanés: Qeveria e Përkohshme e Shqiptare) fue el primer gobierno de Albania, creado por la Asamblea de Vlorë el 4 de diciembre de 1912, durante la primera guerra de los Balcanes. Fue dirigido por Ismail Qemali, hasta su renuncia el 22 de enero de 1914, seguida por la Comisión Internacional de Control hasta la proclamación del Principado de Albania.

## Gabinete
Gobierno de Qemali Ismail Qemali - Primer Ministro, Ministro de Relaciones Exteriores Nikoll Kaçorri - Viceprimer Ministro (hasta el 30 de marzo de 1913; reemplazado por Prenk Bib Doda, que asumió el cargo el 25 de diciembre de 1913) Mehmet Deralla - Ministro de Guerra (hasta el 25 de diciembre de 1913; reemplazado por Fejzi Alizoti) Mufid Libohova - Ministro de Asuntos Internos (hasta julio de 1913; reemplazado por Esad Toptani que sirvió hasta agosto de 1913; reemplazado por Hasan Prishtina que sirvió del 5 de septiembre al 20 de noviembre de 1913; reemplazado por Fejzi Alizoti) Abdi Toptani - Ministro de Finanzas (hasta el 10 de octubre de 1913; reemplazado por Jorgji Çako) Petro Poga - Ministro de Justicia Luigj Gurakuqi - Ministro de Educación Mid'hat Frashëri - Ministro de Servicios Públicos (hasta el 30 de marzo de 1913; reemplazado por Pandeli Cale) Pandeli Cale - Ministro de Agricultura (hasta el 15 de septiembre de 1913; reemplazado por Hasan Prishtina que sirvió hasta el 10 de octubre de 1913; reemplazado por Qemal Karaosmani que sirvió desde noviembre de 1913 al 22 de enero de 1914) Lef Nosi - Ministro de correos y telégrafos.